# Акжал (поліметалічний рудник)
Акжал (поліметалічний рудник) — підприємство гірничорудної промисловості в Карагандинській області Казахстану, яке здійснює розробку однойменного поліметалічного родовища.
Родовище Акжал виявили ще в 1880 році, проте до розробки вперше узялись лише в 1935-му, а повномасштабний видобуток став можливим із запуском в 1951-му збагачувальної фабрики потужністю 600 тисяч тонн на рік. У 1986-му ввели в дію нову фабрику значно більшої потужності (відомо, що станом на початок 2020-х річна продуктивність фабрики становить 1,2 млн тонн). У 2001-му став до ладу цех важкої суспензії.
Розробка тривалий час велась відкритим способом із формуванням кар'єрів Західний, Центральний (надалі злились у єдиний кар'єр Центральний) та Східний. Станом на 2014 рік кар'єр «Східний», який досягнув глибини у 225 метрів, був повністю відпрацьований. У 2020-му те саме відбулося з кар'єром «Центральний», глибина якого сягнула 340 метрів. Втім, вже з 2017-го почались підземні роботи з порталу кар'єра «Центральний».
У 2022-му анонсували проєкт спорудження на Центральній ділянці стовбура «Західний», при цьому є відомості, що глибина підземного відпрацювання покладів може досягнути 630 метрів. Також ведеться підготовка до розробки підземним способом Східної ділянки. Проєкт передбачає збільшення річної потужності рудника до 1,5 млн тонн та перенесення кінцевого терміну його експлуатації з 2038 на 2036 рік.
Наприкінці 2010-х балансові запаси руд на Акжалі становили близько 26 млн тонн (з них 17 млн тонн на Центральній ділянці), а в 2022-му запаси руди родовища оцінювались у 18 млн тонн.
Станом на початок 2020-х обсяги випуску цинкового концентрату в сім разів перевищують випуск свинцевого концентрату. Концентрати відправляють на Челябінський цинковий завод, на адресу казахського концерну «Казцинк», на узбецький Алмалицькій гірничо-металургійний комбінат, а також до Китаю.
Тривалий час рудник належав до складу Акчатауського гірничо-збагачувального комбінату, що збанкрутував у 1990-х роках. З 1997-го правами на родовище Акжал володіє компанія ТОВ «Nova-Цинк», яку в 2006-му придбав Челябінський цинковий завод, що контролюється Уральскою гірничо-металургійною компанією.